# Blood & Gold
Blood & Gold és una pel·lícula de 2023 estrenada a Alemanya el 21 d'abril de 2023 al Fantasy Filmfest, i a tot el món el 26 de maig de 2023 a Netflix. S'ha subtitulat al català.

## Repartiment
- Robert Maaser com a Heinrich
- Jördis Triebel com a Sonjak
- Alexander Scheer com a Von Starnfeld
- Juri Senft com a Koehler
- Marie Hacke com a Elsa
- Simon Rupp com a Paule
- Florian Schmidtke com a Dörfler